# Станция предупреждения об облучении
Станция предупреждения об облучении, иначе система предупреждения об облучении, аббр. СПО — бортовое радиоэлектронное оборудование, предназначенное для автоматического обнаружения излучения посторонней РЛС и предупреждения об этом экипажа. СПО применяются, главным образом, на самолётах и вертолётах военной авиации, также устанавливаются на кораблях, танках и других подвижных военных объектах. 
Гражданское применение СПО имеет ограниченный характер, на частных автомобилях, для оповещения об облучении радарами служб контроля дорожного движения органов полиции (милиции). Такие СПО (видовое наименование — радар-детекторы) в некоторых странах запрещены, однако, продаются они по всему миру и часто кроме функции обнаружения имеют функцию «антирадар». 
Первая модель СПО или «станция защиты хвоста» типа «Товарищ» разработана В. В. Мацкевичем в 1945 г. и применялась в Корейской войне.
СПО ранних моделей могли лишь указывать на наличие излучений заданных диапазонов частот по четырём секторам обзора, современные системы производят глубокую техническую и логическую обработку информации, умеют определять тип РЛС, выделять из множества сканирующих сигналов наиболее опасные, а также имеют антенны, позволяющие определять направление излучения в довольно узких пределах. Современные СПО по характеру излучения способны определять тип воздушного судна-перехватчика: в память системы вводят типы современных летательных аппаратов (самолётов, вертолётов и ракет) связанные с характерным признакам применяемых РЛС.

## Назначение и функции современных авиационных СПО
- СПО предназначена для обнаружения РЛС (зенитных комплексов или истребителей) противника и предупреждения экипажа ЛА об облучении, их работе в режиме управления оружием, а также выдачи целеуказания и управления пассивными радиолокационными головками самонаведения (ПРГС) собственных противорадиолокационных ракет
- СПО обеспечивает:
  - обнаружение и пеленгование наземных, надводных и бортовых РЛС, облучающих летательный аппарат;
  - определение режима работы излучающих РЛС (поиск, сопровождение, наведение);
  - измерение уровня мощности принимаемых сигналов для ориентировочной оценки дальности и динамики сближения с облучающими РЛС и для определения момента приближения ЛА к зоне действия зенитных артиллерийских или ракетных комплексов или к зоне досягаемости ракет истребителей-перехватчиков;
  - определение типов РЛС и видов атакующих комплексов, степень их угрозы;
  - ранжирование целей по степени опасности;
  - выбор ПРГС собственных противорадиолокационных ракет, их подключение для обеспечения управления, целеуказания и перенацеливания одной или одновременно двух ПРГС на одну РЛС-цель по командам летчика;
  - целеуказание ПРГС по программным целям с известными географическими координатами (ГК) и известными или неизвестными радиотехническими параметрами (РТП);
  - целеуказание ПРГС по программным целям с известными ГК центра района боевых действий и его радиусом с известными или неизвестными РТП;
  - целеуказание ПРГС по оперативно обнаруженным станцией РЛС — целям;
  - выдачу информации о радиолокационном поле в систему индикации для принятия экипажем необходимых мер противодействия;
  - подачу звуковой сигнализации экипажу для применения необходимых мер защиты
- СПО имеет сопряжение с внешними системами самолета (системой навигации, бортовой автоматизированной системой контроля, аппаратурой управления средствами РЭП активных и пассивных помех, бортовой РЛС, аппаратурой управления и целеуказания ПРР).В связи с быстротечностью развития угрозы СПО нередко автоматически управляет системами постановки помех и сброса отражателей. Вероятным оптимальным вариантом на сегодняшний день считается бортовой комплекс обороны (БКО), состоящий из станций СПО, станций РЭБ, сопряженный с системами госопознавания, АСО, АПП и системами кормовой башенной стрелковой установки. Воздушный бой (огневое отражение угрозы) может протекать в автоматическом режиме, так как человек-оператор при современных скоростях не способен на адекватную реакцию.

## Состав авиационной СПО
- Комплект антенн
- Блоки пеленгатора
- Блок приёмника
- Блоки обработки информации
- Блок индикации (дисплей)
- Блоки сопряжения
- Блок питания

## Основные нормируемые характеристики авиационной СПО
- Диапазон частот пеленгуемых сигналов
- Зоны обзора по азимуту и по углу места
- Точность пеленгования
- Характеристики СПО по определению дальности
- Характеристики СПО по определению вида сигнала и типа РЛС

## Примеры авиационных СПО

### Отечественные
- «Сирена» — первая в СССР СПО, создана в Центральном научно-исследовательском радиотехническом институте МРП СССР (НИИ-108) в 1953 году, главный конструктор по теме «Сирена» А. Г. Рапопорт. Разработку станции подтолкнули боевые действия в Корее и захват в качестве трофея американского самолёта F-86A. Выпускалась серийно.
- «Сирена-2» (СПО-2). Более продвинутая станция, устанавливалась на Ан-8, Ан-12, Бе-10, М-50, МиГ-17Ф, МиГ-19С, Су-7Б, Су-15, Ту-16, Ту-107, Як-27Р и др.
- «Сирена-3» (СПО-3). Устанавливалась на Ту-16, Ту-22, Ан-24, Ан-26, Ан-30, Су-17, Як-28ПП и др.
- Сирена-3М (СПО-10). Применение: Ан-22, МиГ-25, Су-17М, Су-22, Су-24, Ту-142 и др.
- «Берёза» (СПО-15) — МиГ-25ПД, Су-17М3, Су-24, Су-25, Су-27, Ту-22М2, Ту-22М3 и др.
- Л-150 — относительно современная СПО для самолётов и вертолётов фронтовой авиации
- Подсистемы, структурно входящие в более сложные бортовые комплексы обороны

### Зарубежные
- AN/ALR-46
- AN/ALR-56
- AN/ALR-76
- AN/ALR-94
- ALR-2002
- ALR-400

## Разработчики и изготовители[3]
Первоначально в СССР всеми вопросами радиолокации и средствами противодействия РЛС занимался Всесоюзный научно-исследовательский институт по радиолокации им. академика Берга Наркомата электронной промышленности (также известный как НИИ-108). В начале 1950-х годов в этом институте была разработана первая отечественная самолетная станция РТР-разведки и помех ПР-1.
Но уже в 1959 году институт был освобождён от целого ряда исследовательских направлений и все работы по радиолокации с профильными специалистами были переданы в другие институты: НИИ-17, КБ-1, НИИ-244 и НИИ-37, а НИИ-108 стал специализироваться исключительно на разработке средств РЭБ для сухопутных сил, авиации и космоса. В 1960-х г. в институте были начаты работы по новому в мире направлению — разработке технических средств для противодействия радиоразведке. В институте были созданы научные школы в области антенн и теории дифракции электромагнитных волн (Я. Н. Фельд); по самолетной противорадиолокации.
Изготовители самолётных станций предупреждения об облучении: 
- Брянский электромеханический завод (БЭМЗ МРП, ГКООП, п/я Г-4995; ФГУП, ОАО «БЭМЗ»)
- и др.